# Juventudes Albanesas del Littorio
Las Juventudes Albanesas del Littorio (albanés: Djelmnia e Liktorit Shqiptar, italiano: Gioventù del Littorio Albanese, abreviado GLA) fue una organización que sirvió como el ala juvenil del Partido Fascista Albanés. Las Juventudes Albanesas del Littorio fue una de las organizaciones asociadas al Partido Fascista Albanés, según lo estipulado en su estatuto, que se formuló en un decreto del vicegerente italiano emitido el 2 de junio de 1939.

## Historia
Giovanni Giro, un funcionario fascista italiano, había sido enviado a Albania para organizar un movimiento juvenil fascista allí antes de la anexión italiana del país. Sin embargo, estos esfuerzos habían sido en gran parte infructuosos. Por el contrario, sus actividades crearon varios incidentes diplomáticos.
Después de la invasión italiana de Albania en abril de 1939, Achille Starace, un destacado organizador fascista, fue enviado a Albania para establecer el Partido Fascista Albanés y las Juventudes Fascistas Albanesas. ENGA, una organización juvenil albanesa inspirada en la organización italiana Opera Nazionale Balilla se fusionó con la GLA. Después de la fundación de la GLA, Giro siguió siendo el principal organizador del movimiento. La GLA se inspiró en la Juventudes Italianas de Littorio y estuvo políticamente bajo el mando de su homólogo italiano. Los uniformes de la GLA eran similares a los utilizados en Italia. Las niñas se organizaron en Juventud Femenina del Littorio (Gioventù Femminile del Littorio) y los niños menores de catorce años se organizaron en grupos de Balilla. Paralelo a las Juventudes del Littorio también había grupos de fascistas universitarios, pero estos grupos eran bastante marginales, ya que Albania tenía pocas universidades.
Las autoridades italianas construyeron un palacio de mármol para la GLA en Tirana, en el mismo complejo que la Casa del Fascio, una de una serie de fachadas lujosas que aparecieron en la ciudad durante el dominio italiano.
El órgano de prensa de la organización era el periódico Liktori (Lictor), con Ligor Buzi como editor.
Ramiz Alia, quien se desempeñó como jefe de Estado de Albania en 1985-1992, había sido miembro del movimiento juvenil fascista, pero luego lo abandonó y en 1943 se unió al movimiento de resistencia comunista.
- Datos: Q4709136

1. 1 2 3  Fischer, Bernd Jürgen. Albania at War: 1939-1945. London: Hurst, 1999. pp. 45
2. ↑  Lemkin, Raphael. Axis Rule in Occupied Europe: Laws of Occupation, Analysis of Government, Proposals for Redress. Clark, N.J.: Lawbook Exchange, Ltd, 2008. p. 275
3. ↑  Fischer (1999) p. 11
4. ↑  Fischer (1999) p. 13
5. ↑  Roselli, Alessandro. Italy and Albania: Financial Relations in the Fascist Period. London [u.a.]: Tauris, 2006. pp. 99-100
6. ↑  Fischer (1999) p. 90
7. ↑  Trani, Silvia. L'Unione fra l'Albania e l'Italia Archivado el 2 de octubre de 2011 en Wayback Machine. Archived 2011-10-02 at the Wayback Machine
8. ↑  Gioventù Albanese del Littorio Archivado el 17 de febrero de 2010 en Wayback Machine. Archived 2010-02-17 at the Wayback Machine
9. ↑  Fischer (1999) p. 51
10. ↑  Fischer (1999) p. 68
11. ↑  Consociazione Turistica Italiana. Albania. Milan, 1940. p. 153
12. ↑  Trace Results on Alleged Nazi War Criminals Archivado el 4 de marzo de 2016 en Wayback Machine. (PDF), CIA, 1985, p. 2